# Loděnice (district de Brno-Campagne)
Pour les articles homonymes, voir Loděnice.
Loděnice (en allemand : Lodenitz) est une commune du district de Brno-Campagne, dans la région de Moravie-du-Sud, en République tchèque. Sa population s'élevait à 530 habitants en 2020.

## Géographie
Loděnice se trouve à 6 km au nord-ouest de Pohořelice, à 23 km au sud-ouest de Brno et à 189 km au sud-est de Prague.
La commune est limitée par Jezeřany-Maršovice au nord-ouest, par Kupařovice au nord, par Malešovice et Odrovice à l'est, par Cvrčovice et Šumice au sud, et par Kubšice à l'ouest.

## Histoire
La première mention écrite de la localité date de 1185.